# Ilha de Linosa
A ilha de Linosa (em italiano:  isola di Linosa) é uma das ilhas Pelágias. Com 5,43 km² e 420 habitantes, a ilha está a 42 km a NE da ilha de Lampedusa, com a qual forma a comuna de Lampedusa e Linosa na província de Agrigento. De origem vulcânica, com escassa vegetação, a vila é muito pitoresca, com as casas pintadas com cores vivas.

## Ambiente
Linosa faz parte, junto com as ilhas de Lampedusa e de Lampione, da reserva marinha das ilhas Pelágias, instituída em 2002. A praia da Pozzolana de Ponente é um dos locais de nidificação da Tartaruga Cabeçuda (Caretta caretta). Em toda a ilha nidifica a Pardela cinzenta (Calonectris Diomedea), chamada pelos linosani de Turriaca, aves pertencentes à família dos Procellariformes, com 12 000 casais.